# Nidificaria chilensis
Nidificaria chilensis är en ringmaskart som först beskrevs av Blanchard 1849.  Nidificaria chilensis ingår i släktet Nidificaria och familjen Serpulidae. Arten har ej påträffats i Sverige. Inga underarter finns listade i Catalogue of Life.